# Kazimierz Smoliński
Kazimierz Smoliński (ur. 15 lipca 1955 w Malborku) – polski polityk, prawnik i samorządowiec. Poseł na Sejm VI, VII, VIII, IX i X kadencji, w latach 2015–2018 sekretarz stanu w Ministerstwie Infrastruktury i Budownictwa, a w 2018 w Ministerstwie Infrastruktury.

## Życiorys
W 1978 ukończył studia na Wydziale Prawa i Administracji Uniwersytetu Gdańskiego. W 1984 ukończył także studia podyplomowe dla radców prawnych na Uniwersytecie im. Adama Mickiewicza w Poznaniu oraz studia podyplomowe z zarządzania przedsiębiorstwem na Uniwersytecie Gdańskim. Uzyskał uprawnienia adwokata i radcy prawnego, prowadził samodzielnie i później jako wspólnik kancelarię prawną w Tczewie.
W 1997 był likwidatorem Przedsiębiorstwa Państwowego Drożdżownia w Tczewie. W latach 1998–2002 był przewodniczącym tczewskiej rady miasta (wybrany do rady został z listy Akcji Wyborczej Solidarność). Został pełnomocnikiem Prawa i Sprawiedliwości w powiecie tczewskim. W latach 2000–2002 pełnił funkcję członka rady nadzorczej Zakładu Energetyki Cieplnej w Tczewie, a w latach 2004–2006 członka rady Pomorskiego Oddziału Narodowego Funduszu Zdrowia w Gdańsku. W 2006 objął funkcję członka rady nadzorczej, a następnie prezesa zarządu Stoczni Gdynia. W 2006 i 2007 był wiceprzewodniczącym i członkiem rady nadzorczej Stoczni Gdańsk, w latach 2006–2008 przewodniczącym rady nadzorczej „EuroLuk” w Gdańsku, a w latach 2013–2014 prezesem grupy Kleba Invest w Bojanie.
Prowadzi działalność społeczną w Zrzeszeniu Kaszubsko-Pomorskim w Gdańsku, Klubie Inteligencji Katolickiej w Gdańsku, Polskim Instytucie Katolickim „Sursum Corda” w Gdańsku i Instytucie Gospodarki Narodowej w Warszawie.
W 2006 w wyborach samorządowych kandydował bez powodzenia na urząd prezydenta Tczewa, uzyskał jednak ponownie mandat radnego rady miasta, obejmując funkcję przewodniczącego klubu radnych Prawa i Sprawiedliwości. Z listy tej partii kandydował bezskutecznie w wyborach w 2007 do Sejmu w okręgu gdańskim. Po śmierci Macieja Płażyńskiego w katastrofie polskiego Tu-154 w Smoleńsku uzyskał uprawnienie do objęcia po nim mandatu. Ślubowanie poselskie złożył 5 maja 2010. W 2011 nie został ponownie wybrany, jednak 5 czerwca 2014 objął mandat w miejsce wybranej do Parlamentu Europejskiego Anny Fotygi.
W 2015 z powodzeniem ubiegał się o poselską reelekcję (dostał 12 424 głosy). W listopadzie tego samego roku powołany na sekretarza stanu w Ministerstwie Infrastruktury i Budownictwa, a w 2018 pełnił to samo stanowisko w Ministerstwie Infrastruktury. 20 lipca 2018 został wiceprzewodniczącym komisji śledczej ds. wyłudzeń VAT.
W 2019 został ponownie wybrany do Sejmu, otrzymując 10 993 głosy. Również w 2023 z powodzeniem ubiegał się o poselską reelekcję (z wynikiem 16 177 głosów). W 2024 z ramienia PiS startował w wyborach do Parlamentu Europejskiego z okręgu nr 1. W listopadzie tego samego roku został przewodniczącym PiS w okręgu gdańskim.